# NOTAR

1 Entrée d'air 2 Ventilateur à pas variable 3 Poutre de queue avec évents (effet Coandă) 4 Stabilisateurs verticaux 5 Propulseur orientable à jet direct 6 Rampe de descente 7 Section de sortie de la rampe de régulation de la circulation 8 Force résultante

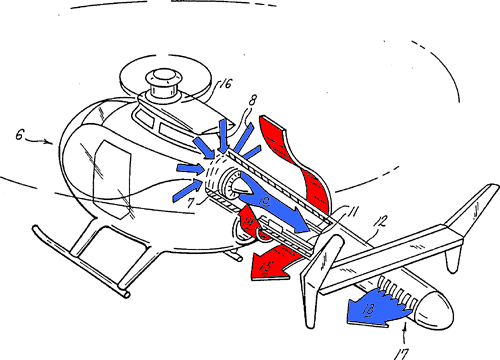
Schéma du principe du NOTAR

Le NOTAR (en anglais : NO TAil Rotor) est une formule de dispositif anticouple pour hélicoptères mise au point par Hughes Helicopters et reprise par McDonnell Douglas. 

## Historique
Le système NOTAR a été mise au point par Hughes Helicopters[Quand ?][Sur quoi ?].

## Principe
Le système NOTAR consiste, à l'aide d'une petite soufflante (entraînée par le(s) turbomoteur(s)) à créer une légère surpression dans la poutre de queue et à éjecter cet air basse pression le long de cette dernière par un évent d'environ un tiers de la longueur (effet Coandă) (compense environ 60 % du couple du rotor principal en vol stationnaire) et tout à l'arrière de la poutre à travers une buse orientable pour compenser le couple de réaction du rotor principal (en bleu sur le schéma) ; la rotation de la buse est commandée par action du pilote sur le palonnier.
D'autre part, en vol stationnaire, le souffle du rotor principal qui touche la poutre de queue est utilisé pour compenser aussi le couple de réaction par l'effet aérodynamique « Coanda » qui crée sur la surface convexe de la poutre une zone de dépression, donc une force horizontale utilisable (en rouge sur le dessin du bas) ; la circulation contrôlée de la couche limite à la surface de la poutre est aidée par l'éjection continue d'air basse pression par deux fentes superposées horizontales percées sur le flanc droit. 

## Avantages
Ce système permet d'économiser une partie de la puissance mécanique normalement prélevée par un rotor anti-couple. Il augmente également la sécurité - un rotor anti-couple est à la fois particulièrement vulnérable, a fortiori sur les hélicoptères militaires, et dangereux, au sol, pour les personnes passant à proximité de celui-ci lorsqu'il est en fonctionnement . Il réduit le nombre de pièces en mouvement (sûreté de fonctionnement, réduction de la maintenance) et diminue fortement le bruit extérieur.

## Utilisation
Des solutions comparables avaient été testées dans les années 1940 sur le Cierva W-9, le Hiller J-5 et dans les années 1950 par Jean Cantinieau sur l'Aerotecnica AC-12 « Norelfe » .

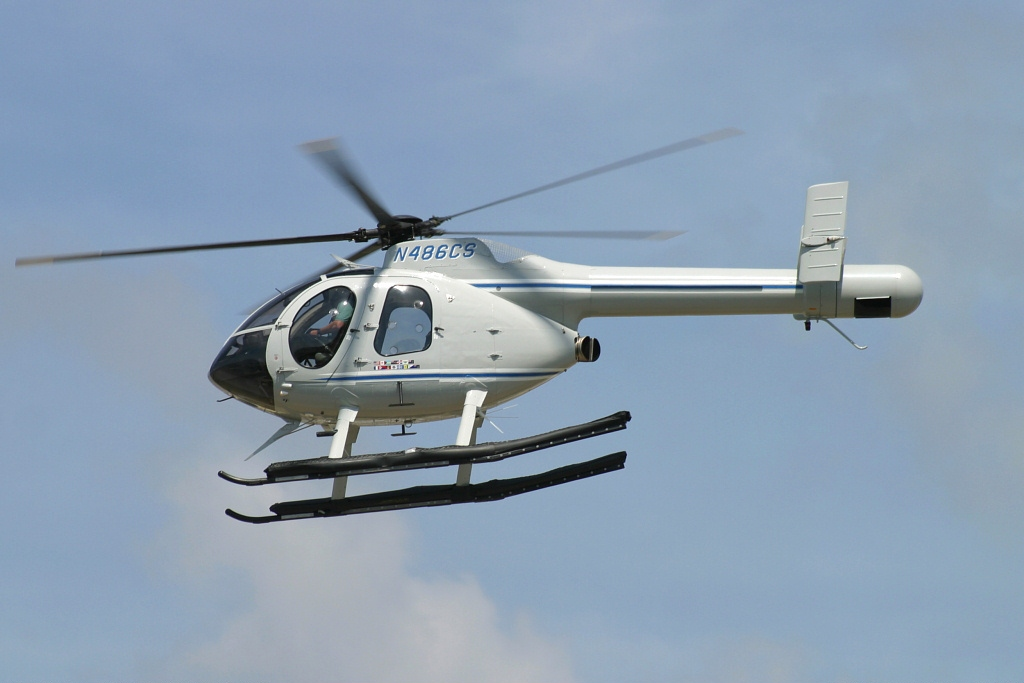
MD 520N
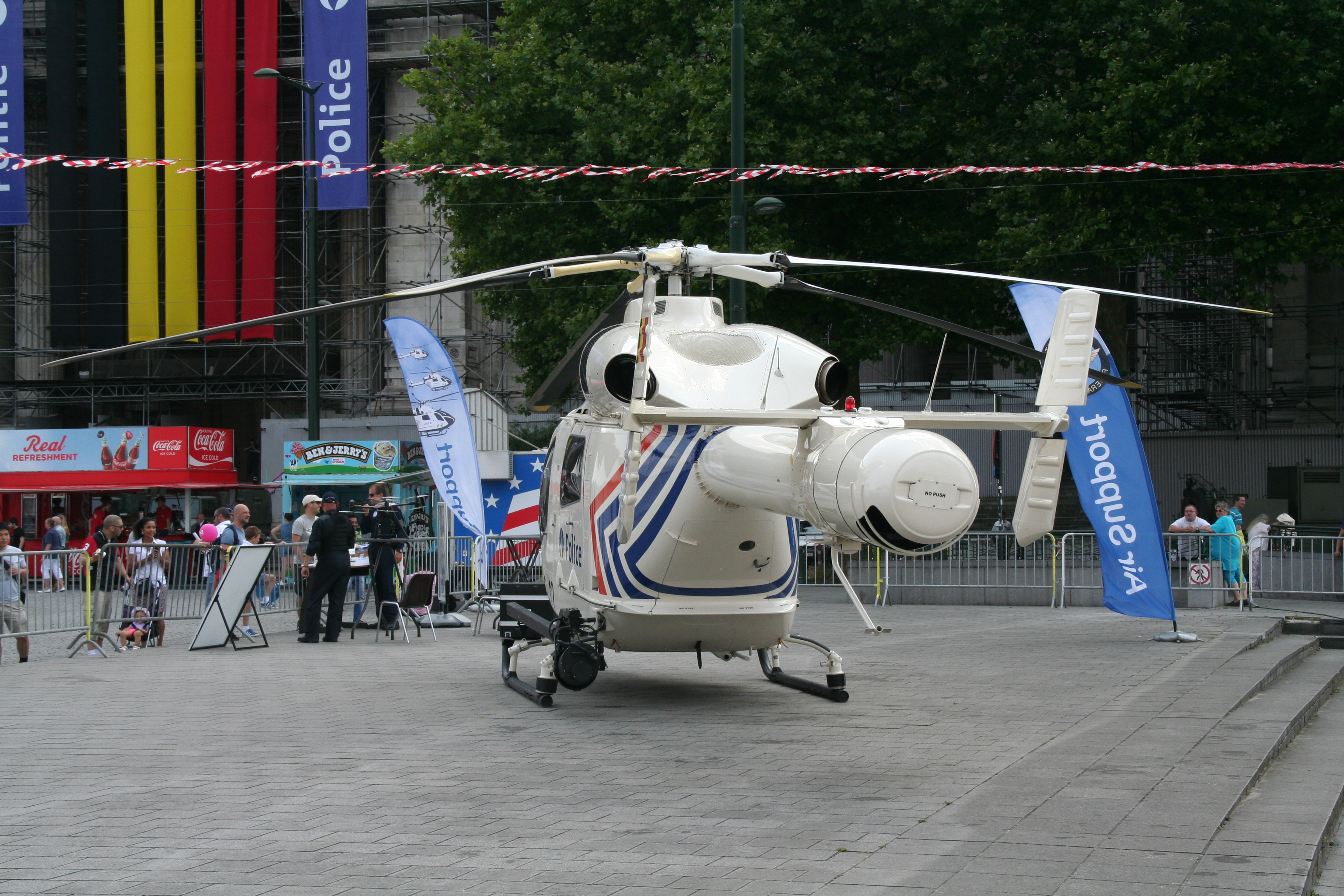
MD 900 du Service d'appui aérien
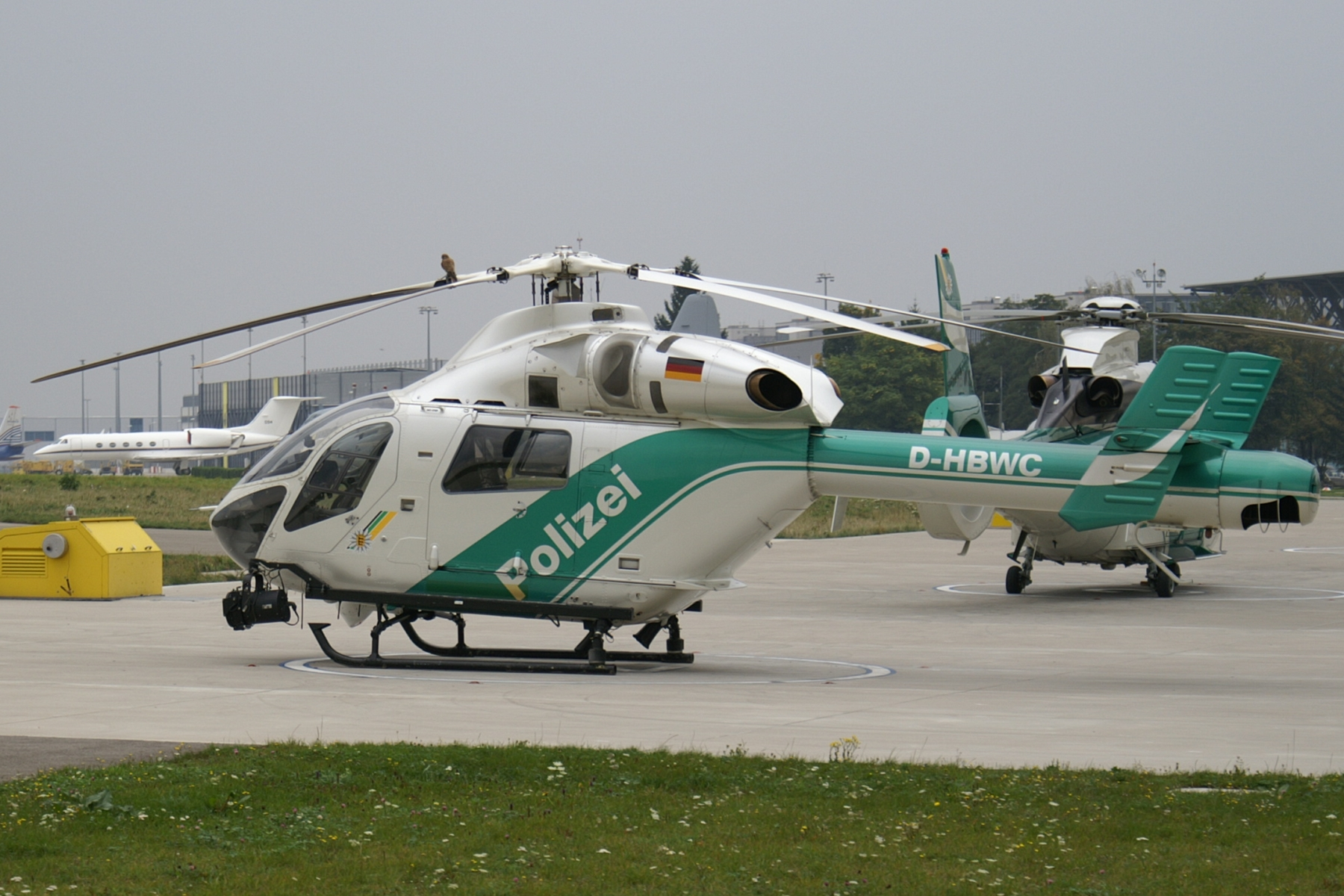
MD 902 de la police allemande